# Marie-Anne Gaboury

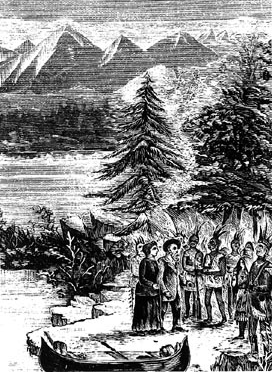
Marie-Anne und Jean-Baptiste Lagimodière treffen sich mit Indianern, ca. 1807

Marie-Anne Lagimodière, geb. Gaboury (* 2. August 1780 in Maskinongé, Québec; † 14. Dezember 1875 in Saint-Boniface, Manitoba) war eine Frankokanadierin, die zu Beginn des 19. Jahrhunderts nachweislich als erste Frau europäischer Abstammung in das heutige Westkanada reiste und sich dort niederließ. Ihre Tochter Julie war die Mutter von Louis Riel, dem Gründer der Provinz Manitoba.

## Biografie
Gaboury wurde in Maskinongé geboren, einem Dorf bei Trois-Rivières. In ihrer Jugend führte sie nach dem Tod ihres Vaters ein unauffälliges Leben als Haushälterin des Dorfpfarrers. Am 21. April 1806 heiratete sie Jean-Baptiste Lagimodière, einen Pelzhändler, der in Ruperts Land für die Hudson’s Bay Company arbeitete. Unmittelbar nach der Hochzeit und entgegen den damaligen Gepflogenheiten reiste Gaboury mit ihrem Ehemann nach Westen. Sie gelangten von Montreal aus per Kanu an den Zusammenfluss von Assiniboine River und Red River (an dieser Stelle befindet sich heute die Stadt Winnipeg). Sie überwinterten in einem Lager der Métis bei Pembina in North Dakota, wo im Januar 1807 das erste von sieben Kindern geboren wurde.
Im darauf folgenden Frühjahr reiste die Familie zum Tal des Saskatchewan River, wo sie bis 1811 blieb. Marie-Anne Gaboury war die erste Frau europäischer Abstammung, die sich in der kanadischen Prärie niederließ. Während dieser Zeit führte sie ein halbnomadisches Leben und begleitete ihren Ehemann auf zahlreichen Trapper-Ausflügen und Bisonjagden, die sie bis ins heutige Alberta führten. Auf einer dieser Expeditionen geriet die Familie wegen ihrer Beziehungen zu den Cree für kurze Zeit in die Gefangenschaft der Tsuu T’ina. Sie konnten zwar per Pferd fliehen, wurden aber fünf Tage lang verfolgt, bis sie sich im Fort des Prairies (im heutigen Edmonton) in Sicherheit bringen konnten. Ansonsten war das Verhältnis zu den First Nations gut und Gaboury weckte oft die Neugier der Ureinwohner, da sie die erste weiße Frau war, die sie jemals gesehen hatten.
Als bekannt wurde, dass Lord Selkirk eine permanente Kolonie am Red River plante, kehrte die Familie zurück und gehörte im Frühjahr 1812 zu den ersten Siedlern der neuen Red-River-Kolonie. Die ersten Jahre der Kolonie waren geprägt von Auseinandersetzungen zwischen der Hudson’s Bay Company und der konkurrierenden North West Company, die im Pemmikan-Krieg eskalierten. Das Ehepaar hielt sich aus dem Konflikt heraus, doch dann erhielt Jean-Baptiste Lagimodière von Colin Robertson den Auftrag, Lord Selkirk in Montreal Bericht zu erstatten. Im Winter 1815/16 blieb Marie-Anne Gaboury zurück und musste bei den Ureinwohnern Zuflucht finden, als Fort Douglas von der North West Company zerstört wurde.
Als Anerkennung für seine Dienste erhielt Jean-Baptiste Lagimodière von Lord Selkirk eine Parzelle am Red River, wo er bis zu seinem Tod 1855 Landwirtschaft betrieb. Gaboury starb 1875 im Alter von 95 Jahren. Sie erlebte auch die Ereignisse der Red-River-Rebellion, in der ihr Enkel Louis Riel (Sohn ihrer 1822 geborenen Tochter Julie) eine führende Rolle spielte und maßgeblich zur Gründung der Provinz Manitoba beitrug.
Nach ihr benannt ist die École Marie-Anne-Gaboury, eine zweisprachige Grundschule in Winnipeg.
Die kanadische Regierung, vertreten durch den für das Historic Sites and Monuments Board of Canada zuständigen Minister, ehrte Gaboury (gemeinsam mit ihrem Ehemann) am 15. Januar 1981 für ihr Wirken und erklärte sie zu einer „Person von nationaler historischer Bedeutung“.